# Jeff Leslie
Jeffrey Francis „Jeff“ Leslie (* 11. Dezember 1952) ist ein ehemaliger australischer Radrennfahrer und nationaler Meister im Radsport.

## Sportliche Laufbahn
Leslie war Teilnehmer der Olympischen Sommerspiele 1984 in Los Angeles. Im olympischen Straßenrennen wurde er als 50. klassiert. Der australische Vierer mit Jeff Leslie, Michael Lynch, Gary Trowell und John Watters belegte im Mannschaftszeitfahren den 15. Rang.
1980 siegte er im Paarzeitfahren Flèche d’Or mit Michael Wilson als Partner. Die nationale Meisterschaft im Straßenrennen der Amateure gewann er 1985.
1986 wurde er im Straßenrennen der Commonwealth Games Dritter hinter dem Sieger Paul Curran.